# Liste der Rektoren der Universität Wittenberg

Siegel der Universität Wittenberg

Die Rektoren der Universität Wittenberg wurden in der Regel semesterweise gewählt. Das Sommersemester (folgend SS bezeichnet) begann im Regelfall am 1. Mai und das Wintersemester (folgend WS bezeichnet) variierend um den 18. Oktober. Die Wahl des Rektors war von der Zugehörigkeit zu den vier Fakultäten, der philosophischen, der theologischen, der juristischen und der medizinischen Fakultät, der Wittenberger Universität abhängig. Durch die angewandte Praxis, Adlige mit dem Titel eines Rektors zu bekleiden, übernahmen die gewählten akademischen Kräfte das Amt des Prorektors. Daher sind diese gesondert angegeben. Beim Tod eines Rektors während seiner Amtszeit trat an seine Stelle ein Vertreter, häufig der Amtsvorgänger.

## 16. Jahrhundert

### 1502–1519
| Amtszeit | Semester | Name                                                      |
| -------- | -------- | --------------------------------------------------------- |
| 1502     | WS       | Martin Pollich                                            |
| 1503     | SS       | Bartholomäus Kranepul                                     |
| 1503     | WS       | Johannes Kranepohl                                        |
| 1504     | SS       | Thomas Köllin ab dem 23. Juni 1504 Vincentus von Ravenna  |
| 1504     | WS       | Hieronymus Schurff                                        |
| 1505     | SS       | Laurentius Slamau                                         |
| 1505     | WS       | Simon Duchkon                                             |
| 1506     | SS       | Petrus Lupinus                                            |
| 1507     | SS       | Christoph von Scheurl                                     |
| 1507     | WS       | Jodocus Trutfetter                                        |
| 1508     | SS       | Theodoricus Block                                         |
| 1508     | WS       | Nicolaus Viridimontanus                                   |
| 1509     | SS       | Caspar Schicker                                           |
| 1509     | WS       | Simon Stein                                               |
| 1510     | SS       | Conradus Kuning                                           |
| 1510     | WS       | Melchior von Barby                                        |
| 1511     | SS       | Andreas Bodenstein                                        |
| 1511     | WS       | Wolfgang Reissenbusch                                     |
| 1512     | SS       | Ulrich Erbar                                              |
| 1512     | WS       | Sebastian Küchenmeister                                   |
| 1513     | SS       | Nikolaus von Amsdorf                                      |
| 1513     | WS       | Matthäus Beskau                                           |
| 1514     | SS       | Johannes Schwabe                                          |
| 1514     | WS       | Georg Elner                                               |
| 1515     | SS       | Wolfgang Rheni                                            |
| 1515     | WS       | Bernhard von Eberstein                                    |
| 1516     | SS       | Ulrich von Reinstein                                      |
| 1516     | WS       | Johann Dölsch                                             |
| 1517     | SS       | Andreas Zülsdorf                                          |
| 1517     | WS       | Balthasar Fabricius                                       |
| 1518     | SS       | Johannes Gunckel                                          |
| 1518     | WS       | Bartholomäus Bernhardi                                    |
| 1519     | SS       | Barnim IX. von Pommern Vizerektor Sebastian Küchenmeister |
| 1519     | WS       | Wolfgang Stehlin                                          |

### 1520–1539
| Amtszeit | Semester | Name                                                               |
| -------- | -------- | ------------------------------------------------------------------ |
| 1520     | SS       | Peter Burckhard                                                    |
| 1520     | WS       | Graf Christoph Schlick                                             |
| 1521     | SS       | Wolfgang von Stolberg                                              |
| 1521     | WS       | Johannes Ferrarius                                                 |
| 1522     | SS       | Nikolaus von Amsdorf                                               |
| 1522     | WS       | Johannes Schwertfeger                                              |
| 1523     | SS       | Thomas Eschaus                                                     |
| 1523     | WS       | Philipp Melanchthon                                                |
| 1524     | SS       | Kaspar Glatz                                                       |
| 1524     | WS       | Johann Apel                                                        |
| 1525     | SS       | Augustin Schurff                                                   |
| 1525     | WS       | Hermann Tulichius                                                  |
| 1526     | SS       | Justus Jonas der Ältere                                            |
| 1526     | WS       | Benedikt Pauli                                                     |
| 1527     | SS       | Heinrich Stackmann                                                 |
| 1527     | WS       | unbesetzt wegen Pest                                               |
| 1528     | SS       | Johannes Volmar                                                    |
| 1528     | WS       | Johannes Gunckel                                                   |
| 1529     | SS       | Kaspar Teutleben                                                   |
| 1529     | WS       | Jakob Postomius                                                    |
| 1530     | SS       | Johannes Bernhardi                                                 |
| 1530     | WS       | Justus Jonas der Ältere                                            |
| 1531     | SS       | Christoph Blanck                                                   |
| 1531     | WS       | Ulrich Schilling                                                   |
| 1532     | SS       | Melchior Fendt                                                     |
| 1532     | WS       | Franziskus Vinariensis                                             |
| 1533     | SS       | Caspar Cruciger der Ältere                                         |
| 1533     | WS       | Sebaldus Münsterer                                                 |
| 1534     | SS       | Caspar Lindemann                                                   |
| 1534     | WS       | Johann Ernst von Sachsen; Prorektor Caspar Teutleben               |
| 1535     | SS       | Albert von Braunschweig und Lüneburg, Prorektor Sebaldus Münsterer |
| 1535     | WS       | unbesetzt wegen Pest                                               |
| 1536     | SS       | Jakob Milich                                                       |
| 1536     | WS       | Justus Jonas der Ältere                                            |
| 1537     | SS       | Pleikard Sindringer                                                |
| 1537     | WS       | Augustin Schurff                                                   |
| 1538     | SS       | Philipp Melanchthon                                                |
| 1538     | WS       | Caspar Cruciger der Ältere                                         |
| 1539     | SS       | Melchior Kling                                                     |
| 1539     | WS       | Georg Kleinschmidt                                                 |

### 1540–1559
| Amtszeit | Semester | Name                                                          |
| -------- | -------- | ------------------------------------------------------------- |
| 1540     | SS       | Veit Winsheim                                                 |
| 1540     | WS       | Georg Major                                                   |
| 1541     | SS       | Kilian Goldstein                                              |
| 1541     | WS       | Jakob Milich                                                  |
| 1542     | SS       | Matthäus Aurogallus                                           |
| 1542     | WS       | Caspar Cruciger der Ältere                                    |
| 1543     | SS       | Laurentius Zoch                                               |
| 1543     | WS       | Melchior Fendt                                                |
| 1544     | SS       | Johannes Saxonius                                             |
| 1544     | WS       | Georg Major                                                   |
| 1545     | SS       | Ulrich von Mordeisen                                          |
| 1545     | WS       | Augustin Schurff                                              |
| 1546     | SS       | Johannes Marcellus                                            |
| 1546     | WS       | Caspar Cruciger der Ältere                                    |
| 1547     | SS       | unbesetzt wegen des Schmalkaldischen Krieges                  |
| 1547     | WS       | unbesetzt wegen des Schmalkaldischen Krieges                  |
| 1548     | SS       | unbesetzt wegen des Schmalkaldischen Krieges                  |
| 1548     | WS       | Benedikt Pauli                                                |
| 1549     | SS       | Jakob Milich                                                  |
| 1549     | WS       | Erasmus Reinhold                                              |
| 1550     | SS       | Johann Forster                                                |
| 1550     | WS       | Johann Trauterbuhl                                            |
| 1551     | SS       | Veit Winsheim                                                 |
| 1551     | WS       | Paul Eber                                                     |
| 1552     | SS       | Laurentius Lindemann                                          |
| 1552     | WS       | unbesetzt                                                     |
| 1553     | SS       | Melchior Fendt                                                |
| 1553     | WS       | Caspar Ulrich von Reinstein; Prorektor Johann Schneidewein    |
| 1554     | SS       | Sebastian Theodoricus                                         |
| 1554     | WS       | Stanislaus von Gorka, Prorektor Sebastian Theodoricus         |
| 1555     | SS       | Christoph von Barby und Mühlingen Prorektor Petrus Praetorius |
| 1555     | WS       | Joachim von Beust                                             |
| 1556     | SS       | Jakob Milich                                                  |
| 1556     | WS       | Melchior Fasolt                                               |
| 1557     | SS       | David Ungnad von Sonneck; Prorektor Paul Eber                 |
| 1557     | WS       | Matthäus Blöchinger                                           |
| 1558     | SS       | Adolf von Nassau, Prorektor Johann Schneidewein               |
| 1558     | WS       | Heinrich von Starhemberg, Prorektor Veit Winsheim             |
| 1559     | SS       | Christoph von Donaw, Prorektor Georg Major                    |
| 1559     | WS       | Georg Cracow                                                  |

### 1560–1579
| Amtszeit | Semester | Name                                                             |
| -------- | -------- | ---------------------------------------------------------------- |
| 1560     | SS       | Caspar Peucer                                                    |
| 1560     | WS       | Petrus Vincentius                                                |
| 1561     | SS       | Georg Major                                                      |
| 1561     | WS       | Johann Schneidewein                                              |
| 1562     | SS       | Johann Hermann                                                   |
| 1562     | WS       | Esrom Rüdinger                                                   |
| 1563     | SS       | Paul Crell                                                       |
| 1563     | WS       | Ernst Ludwig von Pommern, Prorektor Veit Winsheim der Jüngere    |
| 1564     | SS       | Barnim X. von Pommern, Prorektor Caspar Peucer                   |
| 1564     | WS       | Johannes Georg von Solms, Prorektor Caspar Cruciger der Jüngere  |
| 1565     | SS       | Siegesmund Ludwig von Polheim; Prorektor Heinrich Moller         |
| 1565     | WS       | Michael Teuber                                                   |
| 1566     | SS       | Veit Winsheim                                                    |
| 1566     | WS       | Eusebius Menius                                                  |
| 1567     | SS       | Georg Major                                                      |
| 1567     | WS       | Johannes Bosonius                                                |
| 1568     | SS       | Caspar Peucer                                                    |
| 1568     | WS       | Johannes Bugenhagen der Jüngere                                  |
| 1569     | SS       | Bohuslaus Joachim von Lobcowitz, Prorektor Paul Crell            |
| 1569     | WS       | Joachim von Beust                                                |
| 1570     | SS       | Stephan Gans von Pudlitz, Prorektor Abraham Werner               |
| 1570     | WS       | Albert Lemeier                                                   |
| 1571     | SS       | Caspar Cruciger der Jüngere                                      |
| 1571     | WS       | Michael von Slavata, Prorektor Matthias Wesenbeck                |
| 1572     | SS       | Sebastian Theodoricus                                            |
| 1572     | WS       | Johannes von Starrenberg; Prorektor Bartholomäus Schönborn       |
| 1573     | SS       | Heinrich Moller                                                  |
| 1573     | WS       | Matthias Wesenbeck                                               |
| 1574     | SS       | Hieronymus Schaller                                              |
| 1574     | WS       | Veit Winsheim der Jüngere                                        |
| 1575     | SS       | Johann Cyriacus von Polheim; Prorektor Veit Winsheim der Jüngere |
| 1575     | WS       | Johannes Bugenhagen der Jüngere                                  |
| 1576     | SS       | Michael Teuber                                                   |
| 1576     | WS       | Andreas Wolfgang von Polheim, Prorektor Salomon Alberti          |
| 1577     | SS       | Kaspar Altenaich                                                 |
| 1577     | WS       | Johann Sagittarius                                               |
| 1578     | SS       | Joachim von Beust                                                |
| 1578     | WS       | Johannes Mathesius der Jüngere                                   |
| 1579     | SS       | Valentin Schindler                                               |
| 1579     | WS       | Ladislaus von Schleinitz, Prorektor Valentin Schindler           |

### 1580–1599
| Amtszeit | Semester | Name                                                                            |
| -------- | -------- | ------------------------------------------------------------------------------- |
| 1580     | SS       | Martin Heinrich                                                                 |
| 1580     | WS       | Veit Winsheim der Jüngere                                                       |
| 1581     | SS       | Salomon Alberti                                                                 |
| 1581     | WS       | Andreas Schato                                                                  |
| 1582     | SS       | Johannes Matthaeus                                                              |
| 1582     | WS       | unbesetzt wegen Pest                                                            |
| 1583     | SS       | Michael Teuber                                                                  |
| 1583     | WS       | Franziskus Faber                                                                |
| 1584     | SS       | Ernst von Braunschweig und Lüneburg, Prorektor Nikolaus Thodenus                |
| 1584     | WS       | August von Braunschweig und Lüneburg, Prorektor Johannes Bugenhagen der Jüngere |
| 1585     | SS       | Johannes Limmer                                                                 |
| 1585     | WS       | Valentin Espich                                                                 |
| 1586     | SS       | Petrus Albinus                                                                  |
| 1586     | WS       | Andreas Jodocus                                                                 |
| 1587     | SS       | Johann Zanger der Jüngere                                                       |
| 1587     | WS       | Salomon Alberti                                                                 |
| 1588     | SS       | Michael Reichard                                                                |
| 1588     | WS       | Franziskus Banssi Lösonei, Prorektor Georg Mylius                               |
| 1589     | SS       | Eberhard von Weyhe                                                              |
| 1589     | WS       | Franziskus Faber                                                                |
| 1590     | SS       | Kaspar Straub (Strubius)                                                        |
| 1590     | WS       | Wighard von Promnitz, Prorektor Heinrich Maius                                  |
| 1591     | SS       | Petrus Wesenbeck                                                                |
| 1591     | WS       | Valentin Espich                                                                 |
| 1592     | SS       | Johannes Grunius                                                                |
| 1592     | WS       | Ägidius Hunnius der Ältere                                                      |
| 1593     | SS       | Peter Heige                                                                     |
| 1593     | WS       | Andreas Schato                                                                  |
| 1594     | SS       | Petrus Otto am 23. September wurde Andreas Schato Prorektor                     |
| 1594     | WS       | Salomon Gesner                                                                  |
| 1595     | SS       | Ludwig Person                                                                   |
| 1595     | WS       | Ernestus Hettenbach                                                             |
| 1596     | SS       | Johann Hagius                                                                   |
| 1596     | WS       | David Runge                                                                     |
| 1597     | SS       | Thomas Franzius                                                                 |
| 1597     | WS       | Jan Jessenius                                                                   |
| 1598     | SS       | Antonius Evonymus                                                               |
| 1598     | WS       | Leonhard Hutter                                                                 |
| 1599     | SS       | Johann Zanger der Jüngere                                                       |
| 1599     | WS       | Andreas Schato                                                                  |

## 17. Jahrhundert

### 1600–1619
| Amtszeit | Semester | Name                                                    |
| -------- | -------- | ------------------------------------------------------- |
| 1600     | SS       | Laurentius Fabricius                                    |
| 1600     | WS       | Salomon Gesner                                          |
| 1601     | SS       | Bartholomäus Reusner                                    |
| 1601     | WS       | August von Sachsen, Prorektor Ernestus Hettenbach       |
| 1602     | SS       | August von Sachsen, Prorektor Georg Wecker              |
| 1602     | WS       | August von Sachsen; Prorektor David Runge               |
| 1603     | SS       | August von Sachsen; Prorektor Lucas Beckmann            |
| 1603     | WS       | August von Sachsen; Prorektor Ernestus Hettenbach       |
| 1604     | SS       | August von Sachsen; Prorektor Adam Theodor Siber        |
| 1604     | WS       | August von Sachsen; Prorektor Leonhard Hutter           |
| 1605     | SS       | August von Sachsen; Prorektor Johann Zanger der Jüngere |
| 1605     | WS       | August von Sachsen; Prorektor Daniel Sennert            |
| 1606     | SS       | August von Sachsen; Prorektor Melchior Jöstel           |
| 1606     | WS       | Wolfgang Franz                                          |
| 1607     | SS       | Bartholomäus Reusner                                    |
| 1607     | WS       | Tobias Tandler                                          |
| 1608     | SS       | Friedrich Taubmann                                      |
| 1608     | WS       | Johannes Förster                                        |
| 1609     | SS       | Lucas Beckmann                                          |
| 1609     | WS       | Ernestus Hettenbach                                     |
| 1610     | SS       | Erasmus Schmidt                                         |
| 1610     | WS       | Leonhard Hutter                                         |
| 1611     | SS       | Wolfgang Hirschbach                                     |
| 1611     | WS       | Daniel Sennert                                          |
| 1612     | SS       | Jakob Martini                                           |
| 1612     | WS       | Wolfgang Franz                                          |
| 1613     | SS       | Erasmus Unruh                                           |
| 1613     | WS       | Tobias Tandler                                          |
| 1614     | SS       | Johannes Wanckel                                        |
| 1614     | WS       | Balthasar Meisner                                       |
| 1615     | SS       | Valentin Wilhelm Forster                                |
| 1615     | WS       | Emricus Thurzo, Prorektor Ernestus Hettenbach           |
| 1616     | SS       | Ambrosius Rhode                                         |
| 1616     | WS       | Leonhard Hutter                                         |
| 1617     | SS       | Bartholomäus Reusner                                    |
| 1617     | WS       | Daniel Sennert                                          |
| 1618     | SS       | August Buchner                                          |
| 1618     | WS       | Wolfgang Franz                                          |
| 1619     | SS       | Lucas Beckmann                                          |
| 1619     | WS       | Wolfgang Schaller                                       |

### 1620–1639
| Amtszeit | Semester | Name                                                               |
| -------- | -------- | ------------------------------------------------------------------ |
| 1620     | SS       | Reinhold Franckenberger                                            |
| 1620     | WS       | Balthasar Meisner                                                  |
| 1621     | SS       | Erasmus Unruh                                                      |
| 1621     | WS       | Georg Nymmann                                                      |
| 1622     | SS       | Johann Avenarius II.                                               |
| 1622     | WS       | Nikolaus Hunnius                                                   |
| 1623     | SS       | Jeremias Reusner                                                   |
| 1623     | WS       | Daniel Sennert                                                     |
| 1624     | SS       | Laurentius Fabricius                                               |
| 1624     | WS       | Jakob Martini                                                      |
| 1625     | SS       | Konrad Carpzov                                                     |
| 1625     | WS       | Wolfgang Schaller                                                  |
| 1626     | SS       | Georg Wecker                                                       |
| 1626     | WS       | Balthasar Meisner, am 29. Dezember wird Georg Wecker wieder Rektor |
| 1627     | SS       | Gottfried Reuter                                                   |
| 1627     | WS       | Georg Nymmann                                                      |
| 1628     | SS       | Erasmus Schmidt                                                    |
| 1628     | WS       | Jakob Martini                                                      |
| 1629     | SS       | Henning Große                                                      |
| 1629     | WS       | Daniel Sennert                                                     |
| 1630     | SS       | Ambrosius Rhode                                                    |
| 1630     | WS       | Wilhelm Leyser I.                                                  |
| 1631     | SS       | Johann Strauch I.                                                  |
| 1631     | WS       | Georg Nymmann                                                      |
| 1632     | SS       | August Buchner                                                     |
| 1632     | WS       | Gustav Gustavson; Prorektor Johann Hülsemann                       |
| 1633     | SS       | Jeremias Reusner                                                   |
| 1633     | WS       | Johann Georg Pelshofer                                             |
| 1634     | SS       | Reinhold Franckenberger                                            |
| 1634     | WS       | Jakob Martini                                                      |
| 1635     | SS       | Konrad Carpzov                                                     |
| 1635     | WS       | Daniel Sennert                                                     |
| 1636     | SS       | Johannes Scharff                                                   |
| 1636     | WS       | Wilhelm Leyser I.                                                  |
| 1637     | SS       | Henning Große                                                      |
| 1637     | WS       | Georg Nymmann                                                      |
| 1638     | SS       | Wilhelm Nigrinus                                                   |
| 1638     | WS       | Johann Hülsemann                                                   |
| 1639     | SS       | Johann Strauch I.                                                  |
| 1639     | WS       | Marcus Banzer                                                      |

### 1640–1659
| Amtszeit | Semester | Name                                                           |
| -------- | -------- | -------------------------------------------------------------- |
| 1640     | SS       | Johann Sperling                                                |
| 1640     | WS       | Jakob Martini                                                  |
| 1641     | SS       | Christian Taubmann                                             |
| 1641     | WS       | Konrad Viktor Schneider                                        |
| 1642     | SS       | Christoph Notnagel                                             |
| 1642     | WS       | Wilhelm Leyser I.                                              |
| 1643     | SS       | Augustin Strauch                                               |
| 1643     | WS       | Marcus Banzer                                                  |
| 1644     | SS       | Johann Erich Ostermann                                         |
| 1644     | WS       | Johann Hülsemann                                               |
| 1645     | SS       | Christoph Wacke                                                |
| 1645     | WS       | Konrad Viktor Schneider                                        |
| 1646     | SS       | Nikolaus Pompeius                                              |
| 1646     | WS       | Jakob Martini                                                  |
| 1647     | SS       | Gottfried Suevus                                               |
| 1647     | WS       | Marcus Banzer                                                  |
| 1648     | SS       | Andreas Sennert                                                |
| 1648     | WS       | Wilhelm Leyser I., ab 8. Febr. 1649, Prorektor Andreas Sennert |
| 1649     | SS       | Jeremias Reusner                                               |
| 1649     | WS       | Konrad Viktor Schneider                                        |
| 1650     | SS       | Michael Wendler                                                |
| 1650     | WS       | Johannes Scharff                                               |
| 1651     | SS       | Christian Taubmann                                             |
| 1651     | WS       | Michael Sennert                                                |
| 1652     | SS       | Christian Trentsch                                             |
| 1652     | WS       | Johannes Meisner                                               |
| 1653     | SS       | Gottfried Suevus                                               |
| 1653     | WS       | Marcus Banzer                                                  |
| 1654     | SS       | August Buchner                                                 |
| 1654     | WS       | Andreas Kunad                                                  |
| 1655     | SS       | Heinrich Cosel                                                 |
| 1655     | WS       | Konrad Viktor Schneider                                        |
| 1656     | SS       | Reinhold Franckenberger                                        |
| 1656     | WS       | Johannes Scharff                                               |
| 1657     | SS       | Samuel Ritter                                                  |
| 1657     | WS       | Michael Sennert                                                |
| 1658     | SS       | Johann Sperling, ab 12. Aug. Prorektor Michael Sennert         |
| 1658     | WS       | Johannes Meisner                                               |
| 1659     | SS       | Augustin Strauch                                               |
| 1659     | WS       | Marcus Banzer                                                  |

### 1660–1679
| Amtszeit | Semester | Name                                                      |
| -------- | -------- | --------------------------------------------------------- |
| 1660     | SS       | Christoph Notnagel                                        |
| 1660     | WS       | Andreas Kunad                                             |
| 1661     | SS       | Caspar Ziegler                                            |
| 1661     | WS       | Konrad Viktor Schneider                                   |
| 1662     | SS       | Johann Erich Ostermann                                    |
| 1662     | WS       | Johann Andreas Quenstedt                                  |
| 1663     | SS       | Christian Klengel                                         |
| 1663     | WS       | Christian August von Friesen, Prorektor: Michael Sennert, |
| 1664     | SS       | Andreas Sennert                                           |
| 1664     | WS       | Johann Deutschmann                                        |
| 1665     | SS       | Wilhelm Leyser II.                                        |
| 1665     | WS       | Johann Strauch II.                                        |
| 1666     | SS       | Michael Wendler                                           |
| 1666     | WS       | Johannes Meisner                                          |
| 1667     | SS       | Joachim Nerger                                            |
| 1667     | WS       | Konrad Viktor Schneider                                   |
| 1668     | SS       | Christian Trentsch                                        |
| 1668     | WS       | Johann Andreas Quenstedt                                  |
| 1669     | SS       | Werner Theodor Martini                                    |
| 1669     | WS       | Michael Sennert                                           |
| 1670     | SS       | Konstantin Ziegra                                         |
| 1670     | WS       | Johann Deutschmann                                        |
| 1671     | SS       | Michael Friedrich Lederer                                 |
| 1671     | WS       | Johann Strauch II.                                        |
| 1672     | SS       | Georg Kaspar Kirchmaier                                   |
| 1672     | WS       | Johannes Meisner,                                         |
| 1673     | SS       | Wilhelm Leyser II.                                        |
| 1673     | WS       | Konrad Viktor Schneider                                   |
| 1674     | SS       | Michael Strauch                                           |
| 1674     | WS       | Johannes Andreae                                          |
| 1675     | SS       | Joachim Nerger                                            |
| 1675     | WS       | Michael Sennert                                           |
| 1676     | SS       | Michael Walther der Jüngere                               |
| 1676     | WS       | Johann Deutschmann                                        |
| 1677     | SS       | Werner Theodor Martini                                    |
| 1677     | WS       | Johann Strauch II.                                        |
| 1678     | SS       | Balthasar Stolberg                                        |
| 1678     | WS       | Johannes Meisner                                          |
| 1679     | SS       | Gottfried Strauß                                          |
| 1679     | WS       | Konrad Viktor Schneider                                   |

### 1680–1699
| Amtszeit | Semester | Name                        |
| -------- | -------- | --------------------------- |
| 1680     | SS       | Christian Röhrensee         |
| 1680     | WS       | Johann Andreas Quenstedt    |
| 1681     | SS       | Joachim Nerger              |
| 1681     | WS       | Michael Sennert             |
| 1682     | SS       | Konrad Samuel Schurzfleisch |
| 1682     | WS       | Johann Deutschmann          |
| 1683     | SS       | Werner Theodor Martini      |
| 1683     | WS       | Johann Strauch II.          |
| 1684     | SS       | Christian Donati            |
| 1684     | WS       | Johann Friedrich Mayer      |
| 1685     | SS       | Gottfried Strauß            |
| 1685     | WS       | Johannes Thiele             |
| 1686     | SS       | Theodor Dassov              |
| 1686     | WS       | Johann Andreas Quenstedt    |
| 1687     | SS       | Georg Michael Heber         |
| 1687     | WS       | Michael Sennert             |
| 1688     | SS       | Andreas Sennert             |
| 1688     | WS       | Johann Deutschmann          |
| 1689     | SS       | Johann Heinrich von Berger  |
| 1689     | WS       | Johann Gottfried von Berger |
| 1690     | SS       | Konstantin Ziegra           |
| 1690     | WS       | Michael Walther der Jüngere |
| 1691     | SS       | Caspar Heinrich Horn        |
| 1691     | WS       | Georg Franck von Franckenau |
| 1692     | SS       | Georg Kaspar Kirchmaier     |
| 1692     | WS       | Johann Deutschmann          |
| 1693     | SS       | Gottfried Strauß            |
| 1693     | WS       | Johann Gottfried von Berger |
| 1694     | SS       | Michael Strauch             |
| 1694     | WS       | Philipp Ludwig Hanneken     |
| 1695     | SS       | Georg Michael Heber         |
| 1695     | WS       | Christian Vater             |
| 1696     | SS       | Christian Röhrensee         |
| 1696     | WS       | Johann Georg Neumann        |
| 1697     | SS       | Johann Heinrich von Berger  |
| 1697     | WS       | Paul Gottfried Sperling     |
| 1698     | SS       | Konrad Samuel Schurzfleisch |
| 1698     | WS       | Johann Deutschmann          |
| 1699     | SS       | Caspar Heinrich Horn        |
| 1699     | WS       | Johann Gottfried von Berger |

## 18. Jahrhundert

### 1700–1719
| Amtszeit | Semester | Name                                                                           |
| -------- | -------- | ------------------------------------------------------------------------------ |
| 1700     | SS       | Johann Baptist Röschel                                                         |
| 1700     | WS       | Philipp Ludwig Hanneken                                                        |
| 1701     | SS       | Gottfried Strauß                                                               |
| 1701     | WS       | Christian Vater                                                                |
| 1702     | SS       | Friedrich August II. von Sachsen; Prorektor: Johann Christoph Wichmannshausen, |
| 1702     | WS       | Friedrich August II. von Sachsen; Prorektor: Johann Georg Neumann              |
| 1703     | SS       | Friedrich August II. von Sachsen; Prorektor: Johann Heinrich von Berger        |
| 1703     | WS       | Friedrich August II. von Sachsen; Prorektor: Paul Gottfried Sperling           |
| 1704     | SS       | Friedrich August II. von Sachsen; Prorektor: Georg Friedrich Schröer           |
| 1704     | WS       | Friedrich August II. von Sachsen; Prorektor: Johann Deutschmann                |
| 1705     | SS       | Friedrich August II. von Sachsen; Prorektor: Caspar Heinrich Horn              |
| 1705     | WS       | Friedrich August II. von Sachsen; Prorektor: Johann Gottfried von Berger       |
| 1706     | SS       | Friedrich August II. von Sachsen; Prorektor: Johann Wilhelm von Berger         |
| 1706     | WS       | Friedrich August II. von Sachsen; Prorektor: Johann Georg Neumann              |
| 1707     | SS       | Friedrich August II. von Sachsen; Prorektor: Johannes Balthasar Wernher        |
| 1707     | WS       | Friedrich August II. von Sachsen; Prorektor: Christian Vater                   |
| 1708     | SS       | Friedrich August II. von Sachsen; Prorektor: Georg Wilhelm Kirchmaier          |
| 1708     | WS       | Friedrich August II. von Sachsen; Prorektor: Gottlieb Wernsdorf der Ältere     |
| 1709     | SS       | Friedrich August II. von Sachsen; Prorektor: Georg Beyer                       |
| 1709     | WS       | Friedrich August II. von Sachsen; Prorektor: Johann Gottfried von Berger       |
| 1710     | SS       | Friedrich August II. von Sachsen; Prorektor: Heinrich Leonhard Schurzfleisch   |
| 1710     | WS       | Johann Heinrich Feustking                                                      |
| 1711     | SS       | Michael Heinrich Gribner                                                       |
| 1711     | WS       | Christian Vater                                                                |
| 1712     | SS       | Johannes Andreas Planer                                                        |
| 1712     | WS       | Gottlieb Wernsdorf der Ältere                                                  |
| 1713     | SS       | Johannes Balthasar Wernher                                                     |
| 1713     | WS       | Johann Gottfried von Berger                                                    |
| 1714     | SS       | Heinrich Klausing                                                              |
| 1714     | WS       | Martin Chladni                                                                 |
| 1715     | SS       | Caspar Heinrich Horn                                                           |
| 1715     | WS       | Christian Vater                                                                |
| 1716     | SS       | Ernst Christian Schröder                                                       |
| 1716     | WS       | Georg Friedrich Schröer                                                        |
| 1717     | SS       | Michael Heinrich Gribner                                                       |
| 1717     | WS       | Adam Brendel                                                                   |
| 1718     | SS       | Martin Hassen                                                                  |
| 1718     | WS       | Gottlieb Wernsdorf der Ältere                                                  |
| 1719     | SS       | Gebhard Christian Bastineller                                                  |
| 1719     | WS       | Johann Gottfried von Berger                                                    |

### 1720–1739
| Amtszeit | Semester | Name                                                               |
| -------- | -------- | ------------------------------------------------------------------ |
| 1720     | SS       | Martin Gotthelf Löscher                                            |
| 1720     | WS       | Martin Chladni                                                     |
| 1721     | SS       | Gottfried Ludwig Mencke der Ältere                                 |
| 1721     | WS       | Christian Vater                                                    |
| 1722     | SS       | Friedrich Strunz                                                   |
| 1722     | WS       | Georg Friedrich Schröer                                            |
| 1723     | SS       | Christoph Heinrich von Berger                                      |
| 1723     | WS       | Johann Heinrich von Heucher                                        |
| 1724     | SS       | Johann Friedrich Weidler                                           |
| 1724     | WS       | Johann Wilhelm Jahn                                                |
| 1725     | SS       | Johannes Balthasar Wernher                                         |
| 1725     | WS       | Johann Gottfried von Berger                                        |
| 1726     | SS       | Jakob Carl Spener                                                  |
| 1726     | WS       | Georg Friedrich Schröer                                            |
| 1727     | SS       | Gebhard Christian Bastineller                                      |
| 1727     | WS       | Christian Vater                                                    |
| 1728     | SS       | Johann Matthias Hase                                               |
| 1728     | WS       | Johann Kaspar Haferung                                             |
| 1729     | SS       | Gottfried Ludwig Mencke der Ältere                                 |
| 1729     | WS       | Johann Heinrich von Heucher                                        |
| 1730     | SS       | Christoph Ludwig Crell                                             |
| 1730     | WS       | Johann Georg Joch                                                  |
| 1731     | SS       | Johann Gottfried Kraus                                             |
| 1731     | WS       | Johann Gottfried von Berger                                        |
| 1732     | SS       | Franz Woken                                                        |
| 1732     | WS       | Georg Friedrich Schröer                                            |
| 1733     | SS       | Johann Gottfried Kraus                                             |
| 1733     | WS       | Johann Heinrich von Heucher                                        |
| 1734     | SS       | Johann Gottlieb Kraus                                              |
| 1734     | WS       | Christoph Heinrich Zeibich                                         |
| 1735     | SS       | Johannes Friedrich Wernher, nur im Mai, dann Johann Gottlieb Kraus |
| 1735     | WS       | Abraham Vater                                                      |
| 1736     | SS       | Johann Wilhelm von Berger                                          |
| 1736     | WS       | Johann Kaspar Haferung                                             |
| 1737     | SS       | Gebhard Christian Bastineller                                      |
| 1737     | WS       | Christian Gottfried Stentzel                                       |
| 1738     | SS       | Georg Wilhelm Kirchmaier                                           |
| 1738     | WS       | Georg Friedrich Schröer, ab 23. März 1739 Georg Wilhelm Kirchmaier |
| 1739     | SS       | Johann Gottfried Kraus, ab 18. Aug. Georg Wilhelm Kirchmaier       |
| 1739     | WS       | Christian Gottfried Stentzel                                       |

### 1740–1759
| Amtszeit | Semester | Name                          |
| -------- | -------- | ----------------------------- |
| 1740     | SS       | Ernst Christian Schröder      |
| 1740     | WS       | Christoph Heinrich Zeibich    |
| 1741     | SS       | Christoph Ludwig Crell        |
| 1741     | WS       | Abraham Vater                 |
| 1742     | SS       | Martin Hassen                 |
| 1742     | WS       | Johann Kaspar Haferung        |
| 1743     | SS       | Andreas Florens Rivinus       |
| 1743     | WS       | Christian Gottfried Stentzel  |
| 1744     | SS       | Johann Friedrich Weidler      |
| 1744     | WS       | Christian Friedrich Bauer     |
| 1745     | SS       | Gebhard Christian Bastineller |
| 1745     | WS       | Johann Heinrich von Heucher   |
| 1746     | SS       | Karl Gottlob Sperbach         |
| 1746     | WS       | Joachim Samuel Weickmann      |
| 1747     | SS       | Andreas Florens Rivinus       |
| 1747     | WS       | Christian Gottfried Stentzel  |
| 1748     | SS       | Georg Matthias Bose           |
| 1748     | WS       | Christian Friedrich Bauer     |
| 1749     | SS       | Christian Hanack              |
| 1749     | WS       | Georg August Langguth         |
| 1750     | SS       | Johann Daniel Ritter          |
| 1750     | WS       | Joachim Samuel Weickmann      |
| 1751     | SS       | Gebhard Christian Bastineller |
| 1751     | WS       | Daniel Triller                |
| 1752     | SS       | Georg Friedrich Baermann      |
| 1752     | WS       | Christian Siegmund Georgi     |
| 1753     | SS       | Andreas Florens Rivinus       |
| 1753     | WS       | Georg August Langguth         |
| 1754     | SS       | Johann Georg Walther          |
| 1754     | WS       | Christian Siegmund Georgi     |
| 1755     | SS       | Christian Hanack              |
| 1755     | WS       | Georg Rudolf Böhmer           |
| 1756     | SS       | Georg Wilhelm Kirchmaier      |
| 1756     | WS       | Joachim Samuel Weickmann      |
| 1757     | SS       | Ernst Martin Chladni          |
| 1757     | WS       | Daniel Triller                |
| 1758     | SS       | Karl Gottlob Sperbach         |
| 1758     | WS       | Christian Siegmund Georgi     |
| 1759     | SS       | Andreas Florens Rivinus       |
| 1759     | WS       | Georg August Langguth         |

### 1760–1779
| Amtszeit | Semester | Name                                                  |
| -------- | -------- | ----------------------------------------------------- |
| 1760     | SS       | Georg Matthias Bose, ab Oktober Georg August Langguth |
| 1760     | WS       | Ernst Friedrich Wernsdorf                             |
| 1761     | SS       | Christian Hanack                                      |
| 1761     | WS       | Georg Rudolf Böhmer                                   |
| 1762     | SS       | Johann Daniel Ritter                                  |
| 1762     | WS       | Joachim Samuel Weickmann                              |
| 1763     | SS       | Ernst Martin Chladni                                  |
| 1763     | WS       | Daniel Triller                                        |
| 1764     | SS       | Georg Friedrich Baermann                              |
| 1764     | WS       | Christian Siegmund Georgi                             |
| 1765     | SS       | Georg Friedrich Kraus                                 |
| 1765     | WS       | Georg August Langguth                                 |
| 1766     | SS       | Johann Daniel Titius                                  |
| 1766     | WS       | Ernst Friedrich Wernsdorf                             |
| 1767     | SS       | Martin Gottlieb Pauli                                 |
| 1767     | WS       | Georg Rudolf Böhmer                                   |
| 1768     | SS       | Johann Daniel Titius                                  |
| 1768     | WS       | Joachim Samuel Weickmann                              |
| 1769     | SS       | Friedrich August Fischer                              |
| 1769     | WS       | Daniel Triller                                        |
| 1770     | SS       | Johann Friedrich Hiller                               |
| 1770     | WS       | Christian Siegmund Georgi                             |
| 1771     | SS       | Georg Stephan Wiesand                                 |
| 1771     | WS       | Georg August Langguth                                 |
| 1772     | SS       | Karl Daniel Freyberg                                  |
| 1772     | WS       | Ernst Friedrich Wernsdorf                             |
| 1773     | SS       | Georg Friedrich Kraus                                 |
| 1773     | WS       | Georg Rudolf Böhmer                                   |
| 1774     | SS       | Johann Ernst Zeiher                                   |
| 1774     | WS       | Christian Friedrich Schmidt                           |
| 1775     | SS       | Martin Gottlieb Pauli                                 |
| 1775     | WS       | Daniel Triller                                        |
| 1776     | SS       | Johann Matthias Schröckh                              |
| 1776     | WS       | Karl Christian Tittmann                               |
| 1777     | SS       | Georg Stephan Wiesand                                 |
| 1777     | WS       | Georg August Langguth                                 |
| 1778     | SS       | Johann Jacob Ebert                                    |
| 1778     | WS       | Ernst Friedrich Wernsdorf                             |
| 1779     | SS       | Georg Friedrich Kraus                                 |
| 1779     | WS       | Georg Rudolf Böhmer                                   |

### 1780–1799
| Amtszeit | Semester | Name                                                       |
| -------- | -------- | ---------------------------------------------------------- |
| 1780     | SS       | Benjamin Gottlieb Lorenz Boden                             |
| 1780     | WS       | Karl Christian Tittmann                                    |
| 1781     | SS       | Martin Gottlieb Pauli                                      |
| 1781     | WS       | Daniel Triller                                             |
| 1782     | SS       | Konrad Gottlob Anton                                       |
| 1782     | WS       | Friedrich Wilhelm Dresde                                   |
| 1783     | SS       | Friedrich August Fischer                                   |
| 1783     | WS       | Georg Rudolf Böhmer                                        |
| 1784     | SS       | Johann Karl Zeune                                          |
| 1784     | WS       | Friedrich Wilhelm Dresde                                   |
| 1785     | SS       | Georg Stephan Wiesand                                      |
| 1785     | WS       | Johann Gottfried Leonhardi                                 |
| 1786     | SS       | Gottfried August Meerheim                                  |
| 1786     | WS       | Michael Weber                                              |
| 1787     | SS       | Ernst Gottfried Christian Klügel                           |
| 1787     | WS       | Christian Friedrich Nürnberger                             |
| 1788     | SS       | Karl Ferdinand Schmid                                      |
| 1788     | WS       | Friedrich Wilhelm Dresde                                   |
| 1789     | SS       | Christian Gottlieb Hommel                                  |
| 1789     | WS       | Georg Rudolf Böhmer                                        |
| 1790     | SS       | Christian Gottfried Friedrich Assmann                      |
| 1790     | WS       | Franz Volkmar Reinhard                                     |
| 1791     | SS       | Gottlieb Wernsdorf II.                                     |
| 1791     | WS       | Johann Gottfried Leonhardi, Christian Friedrich Nürnberger |
| 1792     | SS       | Christian Friedrich Matthäi                                |
| 1792     | WS       | Michael Weber                                              |
| 1793     | SS       | Ernst Gottfried Christian Klügel                           |
| 1793     | WS       | Christian Friedrich Nürnberger                             |
| 1794     | SS       | Johann Christian Henrici                                   |
| 1794     | WS       | Friedrich Wilhelm Dresde                                   |
| 1795     | SS       | Christian Gottlieb Hommel                                  |
| 1795     | WS       | Georg Rudolf Böhmer                                        |
| 1796     | SS       | Johann Daniel Titius                                       |
| 1796     | WS       | Michael Weber                                              |
| 1797     | SS       | Gottlieb Wernsdorf II.                                     |
| 1797     | WS       | Salomo Konstantin Titius                                   |
| 1798     | SS       | Karl Daniel Freyberg                                       |
| 1798     | WS       | Johann Friedrich Schleusner                                |
| 1799     | SS       | Christoph Karl Stübel                                      |
| 1799     | WS       | Georg Rudolf Böhmer                                        |

## 19. Jahrhundert
| Amtszeit | Semester | Name                                                    |
| -------- | -------- | ------------------------------------------------------- |
| 1800     | SS       | Johann Matthias Schröckh                                |
| 1800     | WS       | Friedrich Wilhelm Dresde                                |
| 1801     | SS       | Ernst Gottfried Christian Klügel                        |
| 1801     | WS       | Johann Gottfried Leonhardi; Karl Ferdinand Schmid       |
| 1802     | SS       | Johann Jacob Ebert                                      |
| 1802     | WS       | Michael Weber                                           |
| 1803     | SS       | Christoph Karl Stübel                                   |
| 1803     | WS       | Karl Ferdinand Schmid                                   |
| 1804     | SS       | Konrad Gottlob Anton                                    |
| 1804     | WS       | Johann Friedrich Schleusner                             |
| 1805     | SS       | Karl Salomo Zachariae                                   |
| 1805     | WS       | Traugott Karl August Vogt                               |
| 1806     | SS       | Karl Ferdinand Schmid                                   |
| 1806     | WS       | Michael Weber                                           |
| 1807     | SS       | Ernst Friedrich Pfotenhauer                             |
| 1807     | WS       | Johann Gottfried Leonhardi; Ernst Friedrich Pfotenhauer |
| 1808     | SS       | Christian Gottfried Friedrich Assmann                   |
| 1808     | WS       | Johann Friedrich Schleusner                             |
| 1809     | SS       | Karl Klien                                              |
| 1809     | WS       | Georg Ernst Kletten                                     |
| 1810     | SS       | Johann Christian Henrici                                |
| 1810     | WS       | Michael Weber                                           |
| 1811     | SS       | Michael Weber                                           |
| 1811     | WS       | Burkhard Wilhelm Seiler                                 |
| 1812     | SS       | Christian August Langguth                               |
| 1812     | WS       | Johann Friedrich Schleusner                             |
| 1813     | SS       | Ernst Friedrich Pfotenhauer                             |
| 1813     | WS       | Georg Ernst Kletten                                     |
| 1814     | SS       | Johann Georg Karl Klotzsch                              |
| 1814     | WS       | Julius Friedrich Winzer                                 |
| 1815     | SS       | Karl Klien                                              |